# Монморанси-Лаваль, Ги Андре Пьер де
Ги Андре Пьер де Монморанси-Лаваль, 1-й герцог Лаваль (фр. Guy-André-Pierre de Montmorency-Laval, duc de Laval; 21 сентября 1723, Château de Bayers — 22 сентября 1798, Париж) — французский военный деятель, маршал Франции (1783).  

## Биография
Представитель рода Монморанси. Родился в 1723 году в семейном замке Байе на реке Шаранте примерно в тридцати километрах к северу от города Ангулема. Старший брат кардинала (с 1789) Луи Жозефа де Монморанси-Лаваля (1724—1808), князя-епископа Меца (1761—1801).
В 1741 году, в возрасте около 16 лет, вступил в одну из двух рот Королевских мушкетёров. В то время носил титул маркиз Лаваль, под которым и был известен. 
Участник Войны за австрийское наследство (1740—1748), в ходе которой многократно отличился. В 1742 году сражался во Фландрии. В 1743 году возглавил роту в рядах французского Королевского польского кавалерийского полка. В 1743 году участвовал с отличием в битве при Деттингене и два месяца спустя стал полковником и командиром пехотного полка своего имени (за месяц до своего двадцатилетия). 
В 1744 году Монморанси-Лаваль участвовал во взятии Висамбура и осаде Фрибура. В 1745 году — во взятии Кроненбурга (ныне — район в черте Страсбурга). В 1745 году вновь сражался во Фландрии, участвовал во взятии города Гента и летом того же года был произведён в бригадные генералы.
В 1746 году Монморанси-Лаваль принимал участие в битве при Року. В 1747 году — в осаде крепости Берген-оп-Зом, в 1748 году — в осаде Маастрихта. В 1748 году был повышен до лагерного маршала (генеральский чин).
В ходе Семилетней войны (1756—1763) Монморанси-Лаваль участвовал в завоевании острова Менорка (1756). Начиная со следующего год сражался в Германии. Принимал участие в сражениях при Хастенбеке (1757), Крефельде (1758) и Миндене (1759). В том же 1759 году был повышен до генерал-лейтенанта. В этом чине принимал участие в битве при Корбахе (1760) и сражении при при Фелинггаузене (1761).
После окончания войны служил губернатором Мон-Дофина, затем — Компьена. В 1783 году получил звание маршала Франции. 
С 1740 года был женат на Жаклин-Гортензии де Бюльон де Фервак и имел в этом браке многочисленное потомство. 
После революции не эмигрировал и остался во Франции.
Скончался маршал де Монморанси-Лаваль в 1798 году в Париже.